# Edward Burnham
Pour les articles homonymes, voir Burnham.
Edward Burnham, né le 25 décembre 1916 à Stafford et mort le 30 juin 2015 à Manchester, est un acteur de cinéma et de théâtre britannique. Il a étudié à la Royal Academy of Dramatic Art.

## Filmographie
- 1967 : Les Anges aux poings serrés : Florian
- 1971 : L'Étrangleur de Rillington Place
- 1971 : Commando pour un homme seul : Macullum
- 1971 : L'Abominable Docteur Phibes :  Dr. Dunwoody
- 1972 : Les Griffes du lion  : Henry Labouchere
- 1975 : The Hiding Place
- 1976 : The Copter Kids : Mr. Owen
- 1982 : Friend or Foe : Mr. Cooper
- 1984 : Memed, My Hawk : homme nu
- 1987 : La Petite Dorrit : Daniel Doyce
- 1989 : Diamond Skulls : John le jardinier